# Clara T. Bracy
Clara T. Bracy, pseudonimo di Clara Rose Hodges (Londra, 1º gennaio 1848 – Los Angeles, 22 febbraio 1941), è stata un'attrice britannica che, nei primi anni del Novecento, lavorò nel cinema muto statunitense.

## Biografia
Nata a Londra, era figlia di Eliza Cooper e di Edward Hodges; era sorella per parte di madre di Lydia Thompson, nota ballerina e attrice.
Nel settembre del 1873, l'attrice e suo marito, il tenore Henry Bracy, andarono in tournée in Australia. Debuttarono al Theatre Royal di Melbourne in un'operetta di Offenbach per girare poi in varie città australiane prima di essere messi sotto contratto dall'impresario William Saurin Lyster.
Per Lyster, la coppia lavorò per cinque anni, mettendo in scena numerose operette francesi tra cui la prima produzione australiana di Les cloches de Corneville di Robert Planquette. Durante quegli anni, i Bracy fecero, nel 1876, un tour negli Stati Uniti. Nel 1880, la coppia ritornò nel Regno Unito. I Brady continuarono nel loro repertorio di opere buffe e operette. Nel 1888, ritornarono in Australia, per una serie di concerti tenuti a Sydney. Tra i loro lavori, anche quelli di Gilbert & Sullivan.
Nel 1908, l'attrice si trasferì in California. Qui, prese parte a numerosi film, diretta da David Wark Griffith, mentre il marito restava in Australia. Lavorò anche a Broadway per Charles Frohman. Nella sua carriera cinematografica, recitò in più di novanta film.

### Vita privata
Henry e Clara Bracy ebbero due figli, Sidney Bracy (1877-1942), che intraprese pure lui la carriera artistica, teatrale e cinematografica, e Philip, anche lui attore, che rimase ferito durante il servizio militare. Henry morì nel 1917. Al momento della sua morte, Clara era a New York insieme al figlio Sidney.
Clara T. Bracy morì a Los Angeles nel 1941, all'età di novantatré anni.

## Filmografia parziale
- The Red Girl, regia di D.W. Griffith - cortometraggio (1908)
- The Feud and the Turkey, regia di D.W. Griffith (1908)
- The Maniac Cook, regia di D.W. Griffith (1909)
- Those Boys!, regia di D.W. Griffith (1909)
- The Cord of Life, regia di D.W. Griffith (1909)
- The Girls and Daddy, regia di D.W. Griffith (1909)
- Edgar Allan Poe, regia di D.W. Griffith (1909)
- Tragic Love, regia di D.W. Griffith (1909)
- The Curtain Pole, regia di D.W. Griffith (1909)
- The Joneses Have Amateur Theatricals, regia di D.W. Griffith (1909)
- At the Altar, regia di D.W. Griffith (1909)
- The Voice of the Violin, regia di D.W. Griffith (1909)
- The Medicine Bottle, regia di D.W. Griffith (1909)
- The Road to the Heart, regia di D.W. Griffith (1909)
- Schneider's Anti-Noise Crusade, regia di D.W. Griffith (1909)
- A Troublesome Satchel, regia di D.W. Griffith (1909)
- Tis an Ill Wind That Blows No Good, regia di D.W. Griffith (1909)
- The Eavesdropper, regia di D.W. Griffith (1909)
- A Baby's Shoe, regia di D.W. Griffith (1909)
- Resurrection, regia di D.W. Griffith (1909)
- Two Memories, regia di D.W. Griffith (1909)
- Eloping with Auntie, regia di D.W. Griffith (1909)
- The Violin Maker of Cremona, regia di D.W. Griffith (1909)
- The Lonely Villa, regia di D.W. Griffith (1909)
- The Son's Return, regia di D.W. Griffith (1909)
- Her First Biscuits, regia di D.W. Griffith (1909)
- The Peachbasket Hat, regia di D.W. Griffith (1909)
- The Awakening, regia di D.W. Griffith (1909)
- Pippa Passes or Pippa Passes; or, The Song of Conscience, regia di D.W. Griffith (1909)
- The Purgation, regia di D.W. Griffith (1910)
- A Child of the Ghetto, regia di D.W. Griffith (1910)
- The Face at the Window, regia di D.W. Griffith (1910)
- The Marked Time-Table, regia di D.W. Griffith (1910)
- A Child's Impulse, regia di D.W. Griffith (1910)
- Muggsy's First Sweetheart, regia di D.W. Griffith (1910)
- What the Daisy Said, regia di D.W. Griffith (1910)
- A Child's Faith, regia di D.W. Griffith (1910)
- Serious Sixteen, regia di D.W. Griffith (1910)
- The Call to Arms, regia di D.W. Griffith (1910)
- Her Father's Pride, regia di D.W. Griffith (1910)
- The Usurer, regia di D.W. Griffith (1910)
- An Old Story with a New Ending, regia di D.W. Griffith e Frank Powell (1910)
- Wilful Peggy, regia di D.W. Griffith (1910)
- The Modern Prodigal, regia di D.W. Griffith (1910)
- Little Angels of Luck', regia di D.W. Griffith (1910)
- The Oath and the Man', regia di D.W. Griffith (1910)
- Rose O'Salem Town', regia di D.W. Griffith (1910)
- The Broken Doll', regia di D.W. Griffith (1910)
- The Banker's Daughters', regia di D.W. Griffith (1910)
- The Message of the Violin', regia di D.W. Griffith (1910)
- Two Little Waifs', regia di D.W. Griffith (1910)
- Waiter No. 5', regia di D.W. Griffith (1910)
- The Fugitive', regia di D.W. Griffith (1910)
- Sunshine Sue', regia di D.W. Griffith (1910)
- A Child's Stratagem', regia di D.W. Griffith (1910)
- His Sister-In-Law', regia di D.W. Griffith (1910)
- The Two Paths, regia di D.W. Griffith (1911)
- His Trust Fulfilled, regia di D.W. Griffith (1911)
- Three Sisters, regia di D.W. Griffith (1911)
- The Lily of the Tenements, regia di D.W. Griffith (1911)
- A Decree of Destiny, regia di D.W. Griffith (1911)
- Fighting Blood, regia di D.W. Griffith (1911)
- The Musketeers of Pig Alley, regia di D.W. Griffith (1912)
- My Baby, regia di D.W. Griffith (1912)
- The Informer, regia di D.W. Griffith (1912)
- Brutality, regia di D.W. Griffith (1912)
- Il cappello di Parigi (The New York Hat), regia di D.W. Griffith (1912)
- The God Within, regia di D.W. Griffith (1912)
- Three Friends, regia di D.W. Griffith (1913)
- The Tender Hearted Boy, regia di D.W. Griffith (1913)
- Brothers, regia di D.W. Griffith (1913)
- Oil and Water, regia di D.W. Griffith (1913)
- Love in an Apartment Hotel, regia di D.W. Griffith (1913)
- The Wrong Bottle, regia di Anthony O'Sullivan (1913)
- Love and Laundry, regia di David Miles (1913)
- Mission Bells, regia di David Miles (1913)
- For the Son of the House, regia di Dell Henderson (1913)
- By Man's Law, regia di Christy Cabanne (1913)
- The Blue or the Gray, regia di Christy Cabanne (1913)
- Everyman, regia di David Miles - cortometraggio (1914)
- The Mystery of the Milk - cortometraggio (1914)
- Our Mutual Girl, regia di Oscar Eagle e Lawrence B. McGill (1914)
- Just Boys, regia di Lionel Barrymore (1914)
- Giuditta di Betulla (Judith of Bethulia), regia di David W. Griffith (1914)
- A Fair Rebel, regia di Frank Powell (1914)
- The Wife, regia di David Miles (1914)
- The War of Wealth (1914)
- The Gambler of the West (1915)
- Beverly of Graustark (1916)
- Her Sister, regia di John B. O'Brien (1917)
- Her Night of Romance, regia di Sidney Franklin (1924)
- Se avessi un milione (If I Had a Million), aa.vv, (1932)